# Micragrotis
Micragrotis is een geslacht van vlinders van de familie Uilen (Noctuidae), uit de onderfamilie Noctuinae.

## Soorten
- M. acydonta Hampson, 1903
- M. allaudi Laporte, 1984
- M. alluaudi Laporte, 1984
- M. axylides Hampson, 1903
- M. cinerosa Bethune-Baker, 1911
- M. exusta Hampson, 1903
- M. intendens (Walker, 1857)
- M. interstriata (Hampson, 1902)
- M. lacteata Hampson, 1903
- M. marwitzi Gaede, 1935
- M. microstigma Hampson, 1903
- M. nigrisigna Hampson, 1911
- M. prosarca Hampson, 1903
- M. puncticostata (Hampson, 1902)
- M. rufescens Hampson, 1903
- M. semicirculosa Gaede, 1935
- M. similis Berio, 1962
- M. strigibasis (Hampson, 1902)